# Debre Berhan
Debre Berhan (amharisch ደብረ ብርሃን däbrä bərhan [dəbrə bɨrhan] „Berg des Lichtes“, auch Debre Birhan) ist eine Stadt in der Region Amhara in Äthiopien, 120 km nordöstlich von Addis Abeba an der Straße nach Dese auf einer Höhe von 2805 m gelegen. Die Stadt war eine der ersten Hauptstädte von Äthiopien. Zusammen mit Ankobar und Angolalla war sie eine der Residenzstädte des Königreiches von Shewa.

## Geschichte
Debre Berhan wurde in der Zeit der Herrschaft von Kaiser Zara Yaqob gegründet. Ausgehend von einem „übernatürlichen“ Licht, welches am Himmel über diesen Platz gesehen wurde. Dieses Licht wurde als Zeichen Gottes interpretiert und wurde in Zusammenhang mit der Steinigung von 38 Häretikern am Vortag gebracht. Daraufhin ordnete der Kaiser den Bau einer Kirche an dieser Stelle an und später folgte ein umfangreicher Schlosskomplex. Darauf wurde eine weitere Kirche gebaut, die St. Cyriacus gewidmet ist. Zara Yaqob verbrachte 12 seiner letzten Lebensjahre an diesem Ort. Der Historiker Richard Pankhurst gibt als Datum für die Errichtung der ersten Kirche das Jahr 1456 an. Dies wird damit begründet, dass das Licht am Himmel der Halleysche Komet gewesen sein müsste.
Debre Berhan war danach lange Zeit ein besseres Dorf und bedeutungslos. Dies änderte sich unter der Herrschaft von Asfa Wasan (1775–1808), der an dem Ort einen Palast errichten ließ und sich in Debre Berhan, Ankobar und Angolalla gleichermaßen aufhielt. Sein Sohn Sahle Selassie hat den Ort wieder aufgebaut, nachdem es durch einen Oromo-Aufstand verwüstet wurde und ließ die Trinitäts-Kirche errichten.1